# Stanislaŭ Šuškevič
Stanislaŭ Stanislavavič Šuškevič (in bielorusso Станісла́ў Станісла́вавіч Шушке́віч?; Minsk, 15 dicembre 1934 – Minsk, 4 maggio 2022) è stato un politico, fisico e matematico bielorusso, Presidente della repubblica di Bielorussia dal 1991 al 1994.

## Biografia
Da giovane, nel 1959, ebbe casualmente occasione di conoscere Lee Harvey Oswald, a cui insegnò il russo nel periodo in cui questi lavorava in una fabbrica di televisori e radio, a Minsk.
Eminente scienziato fisico e matematico e membro dell'Accademia delle Scienze della Bielorussia, entrò nella politica attiva dopo il disastro di Černobyl' del 1986, e nel 1990 venne eletto al Parlamento sovietico in quota ai comunisti riformatori.
Dopo il fallito colpo di Stato in Unione Sovietica, e la conseguente proclamazione dell'indipendenza della Bielorussia, il 26 settembre 1991 diventò il primo presidente della Repubblica Bielorussa.
Durante la propria presidenza sostenne riforme economiche indirizzate all'apertura al libero mercato, e riforme politiche volte alla democratizzazione della società. Lanciò un'ondata di privatizzazione delle imprese pubbliche.
Alla fine del 1993 fu costretto alle dimissioni per un voto di sfiducia del Parlamento in seguito ad accuse di corruzione e nel luglio 1994 venne sconfitto alle elezioni presidenziali dal suo avversario Aljaksandr Lukašėnka, tuttora al potere.
Stanislaŭ Šuškevič è morto il 4 maggio 2022 a Minsk all’età di 87 anni, vittima di complicazioni da COVID-19.